# Ermita de Santa Catalina Mártir de Alejandría
L'ermita de Santa Catalina Mártir de Alejandría també anomenada ermita de Santa Catalina Mártir és un temple catòlic situat en el caseriu de Taganana en el massís d'Anaga (Tenerife, Canàries, Espanya). S'hi venera a la compatrona de la localitat, és a dir, Santa Caterina Màrtir d'Alexandria.
Es troba en l'extrem nord de la plaça de La nostra Senyora de les Neus, prop de l'església de La nostra Senyora de les Neus -Taganana-. L'ermita de Santa Catalina és un edifici d'una nau a tres aigües, amb coberta de teula, construïda en 1621 que consta d'una nau principal presidida per un nínxol de pedreria, en el qual es troba la imatge de Santa Catalina d'Alexandria. L'ermita també compta amb un annex remodelat recentment dedicat a ser el tanatori del caseriu.
Tant la porta principal com la lateral estan rematades amb arcs de mig punt. Estant la portada principal proveïda de capitells d'ordre toscà recolzats sobre baquetons, a més està decorada en la seva clau amb un escut petri en el qual figura llaurat un emblema pontifici, realitzat possiblement en l'època del Papa Alexandre VII.
L'ermita va ser declarada Bé d'interès cultural (BIC) de Canàries amb la categoria de Monument el 29 d'abril de l'any 2008. Cada 25 de novembre se celebra en Taganana la festivitat de Santa Catalina amb missa i processó de la imatge de la Santa pels carrers.